# Melani Olivares
Melani Olivares (Badalona, 18 de febrer de 1973) és una actriu catalana. Va estudiar interpretació a l'escola de Cristina Rota i va debutar com a presentadora al programa infantil Leña al mono que es de goma, el 1993. També ha treballat de model.

## Filmografia

### Televisió
- Leña al mono que es de goma (1993)
- Éste es mi barrio (1995-1996)
- Más que amigos (1997)
- Ambiciones (1998)
- 7 vidas (2000)
- Robles, investigador (2000-2001)
- El comisario (2001)
- Paraíso (2001)
- Psico express (2002)
- Policías, en el corazón de la calle (2002-2003)
- Un paso adelante (2003)
- De moda (2004-2005)
- L'un per l'altre (2005)
- Aída (2005-2014)
- La embajada (2016)
- El hombre de tu vida (2016)
- Benvinguts a la família (2018-2020)
- MasterChef Celebrity (2020)
- 2024: Beguinas

### Cinema
| Llargmetratges - La niña de tus sueños (1995) - Me da igual (2000) - No te fallaré (2001) - Noche de reyes (2001) - No dejaré que no me quieras (2002) - Agujeros en el cielo (2004) - Shevernatze un ángel corrupto (2007) - 8 citas (2008) - Temporal (2013) - Dos a la carta (2014) - Crisis (2014) | Curtmetratges - Perdón, perdón (1998) - Lauburu (2001) - Soberano, el rey canalla (2001) - Malicia en el país de las maravillas (2004) - Anteayer (2005) - No se lo digas a mamá (2005) - Busco (2006) - Quédate (2007) | Telefilms - Freetown (2001) - L'Atlàntida (2005) |

### Teatre
- Amigos hasta la muerte (2009)
- Memento Mori (2011)

### Altres
- El jipy de Ibiza (videoclip del grup El Tío Calambres) en aparició estel·lar juntament amb Willy Toledo.
- Dame una pista (videoclip del grup Los Delinqüentes) amb Melani Olivares i Fernando Tejero com a actors invitats.
- Si es por ti (videoclip del grup Revólver) en aparició estel·lar amb la Patricia Perez.